# EKA1
EKA1（Epoc Kernel Architecture）是Symbian OS的第一代核心（kernel）。EKA1提供了先佔式多工（pre-emptive multitasking）以及記憶體保護（memory protection），但並不屬於即時處理（real-time）的保證，這會造成有些功能無法精確被執行，而且EKA1的裝置驅動程式模型是單一執行緒（single-threaded）。目前EKA1已被EKA2所取代。